# Ville de Redland

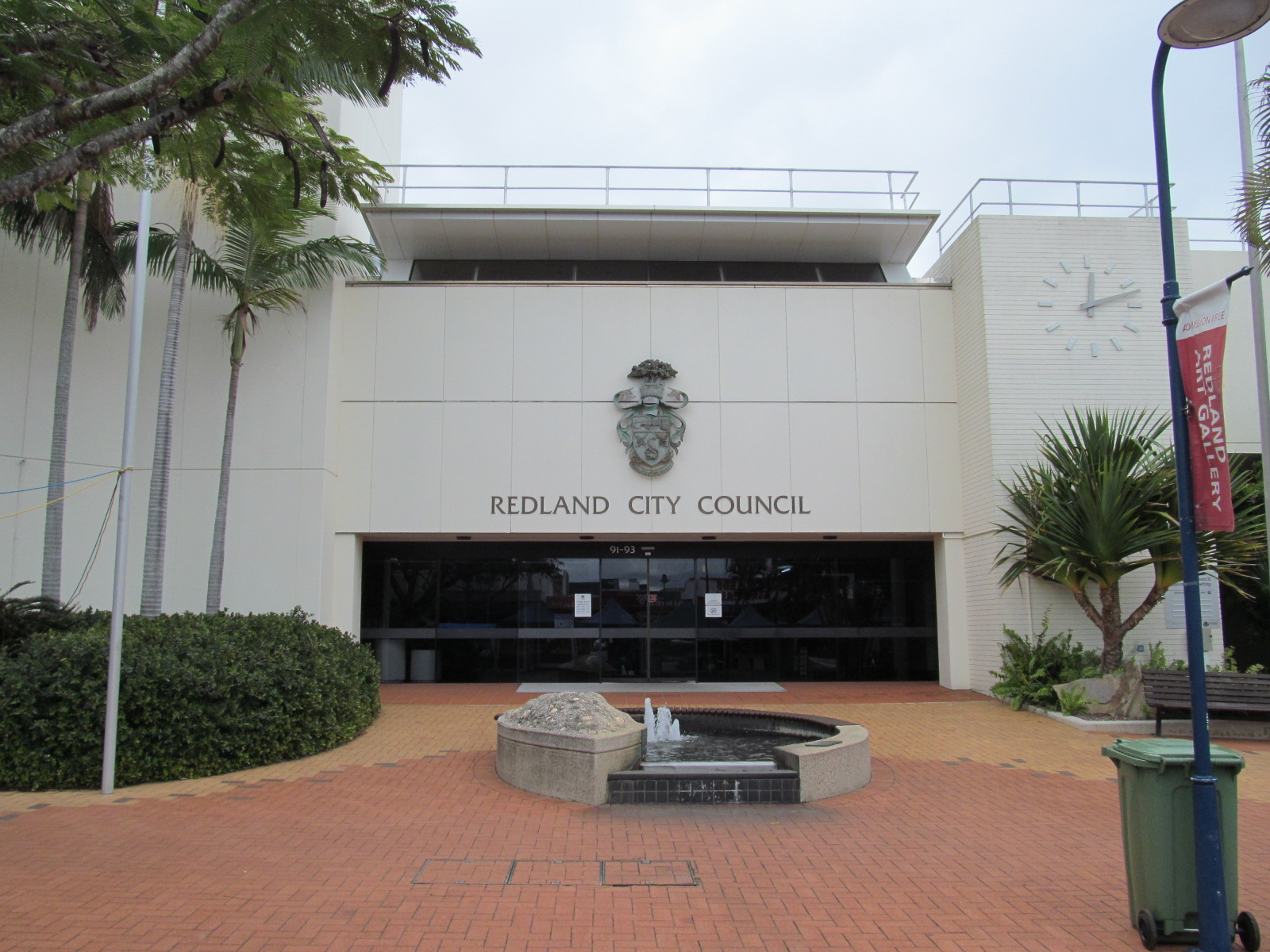
Siège de la municipalité à Cleveland.

La ville de Redland (en anglais : Redland City) est une zone d'administration locale située dans l'État du Queensland, en Australie, dont le siège est Cleveland.

## Géographie
La ville de Redland s'étend sur 537,17 km2 dans la région Sud-Est du Queensland. Elle occupe le sud de la baie Moreton et est formée d'une partie continentale au sud-ouest, où est située l'essentiel de la zone urbanisée, comprenant Cleveland, Capalaba et Victoria Point, ainsi que les îles Coochiemudlo, Garden, Karragarra, Lagoon, Lamb, Long, Macleay, Pannikin, Peel, Russell, Snipe, St. Clair et Stradbroke-Nord.

## Histoire
Le comté de Redland est créé le 10 juin 1949 par la fusion des comtés de Cleveland et Tingalpa. Il est élevé au statut de ville le 15 mars 2008.

## Démographie
| 2001    | 2006    | 2011    | 2016    | 2021    |
| ------- | ------- | ------- | ------- | ------- |
| 113 811 | 127 627 | 138 666 | 147 010 | 159 222 |

## Politique et administration
Le conseil comprend le maire et dix autres membres, élus pour un mandat de quatre ans. Les dernières élections ont eu lieu le 28 mars 2020.

### Liste des maires
| Période    | Période    | Identité            | Étiquette | Qualité |
| ---------- | ---------- | ------------------- | --------- | ------- |
| juin 1949  | avril 1961 | J. Price            |           |         |
| avril 1961 | mars 1982  | E. Wood             |           |         |
| mars 1982  | mars 1991  | Merv Genrich        |           |         |
| mars 1991  | mars 2008  | Len Keogh (en)      |           |         |
| mars 1994  | juin 2001  | Eddie Santagiuliana |           |         |
| juin 2001  | mars 2008  | Don Seccombe        |           |         |
| mars 2008  | avril 2012 | Melva Hobson        |           |         |
| avril 2012 | en cours   | Karen Williams      | Libérale  |         |

La zone est rattachée à la circonscription de Bowman pour les élections fédérales et à celles de Capalaba, Oodgeroo, Redlands et Springwood pour les élections à l'Assemblée législative du Queensland.

## Jumelages
- Yongin  Corée du Sud depuis 2008[5]